# Royitettix feili
Royitettix feili är en insektsart som beskrevs av Luc A. Devriese 1999. Royitettix feili ingår i släktet Royitettix och familjen torngräshoppor. Inga underarter finns listade i Catalogue of Life.